# Smetana-Quartett
Das Smetana-Quartett war ein tschechisches Streichquartett, das von 1945 bis 1989 bestand.

## Geschichte
Das Smetanaquartett entstand aus dem Streichquartett des Tschechischen Konservatoriums, das 1943, während er nationalsozialistischen Besatzungszeit, vom Cellisten Antonin Kouhout gegründet worden war. Mit Jaroslav Rybenský an der ersten und Lubomír Kostecký an der zweiten Geige sowie Václav Neumann an der Viola gab die Gruppe ihre ersten Konzerte als Smetana-Quartett im November 1945 in Prag.
1947 verließ Neuman das Quartett, um sich auf seine Dirigiertätigkeit zu konzentrieren. Daraufhin wechselte Rybensky zur Viola und Jiří Novák spielte die erste Violine. 1949 wurde eine offizielle Verbindung mit der Tschechischen Philharmonie hergestellt. Die erste Auslandstournee im gleichen Jahr führte nach Polen. 1950 folgte die erste Plattenaufnahme mit einem Streichquartett von Bedřich Smetana. 1952 musste sich Rybensky aus gesundheitlichen Gründen zurückziehen und wurde durch Milan Škampa ersetzt.
Lange Jahre galt das Quartett als das beste tschechische Streichquartett seiner Zeit. Das tschechische Repertoire wurde durchweg auswendig gespielt, was den Werken eine besondere Intensität und Intimität verlieh. Von ihren vielen Aufnahmen sind vor allem die der Electrola hervorzuheben.
1967 wurden die Musiker zu Professoren an der Akademie der musischen Künste in Prag berufen. Meisterkurse an verschiedenen Musikhochschulen folgten. So unterrichteten sie das 1972 gegründete Kocian-Quartett, das 1976 gegründete Martinů-Quartett und das 1984 gegründete Nasdala-Quartett.

## Nachweise
1. ↑  Jindrich Balek, 'The Smetana Quartet: Ludwig van Beethoven', Czech Music, Oktober 2006, gesehen am 17. August 2009 (englisch).
2. ↑  Eine DVD mit einer einstündigen Dokumentation von Jaromil Jireš über das Smetana Quartett erschien 2004 bei Supraphon unter der Nr. SU 7004.
3. ↑  R. Stowell, The Cambridge Companion to the String Quartet (C.U.P. 2003), S. 64–65: mit Photographie (online bei books.google.com).
4. ↑  Information zu diesem Abschnitt beruhen einem Artikel von Bruce Eder, Allmusic: gefunden bei answers.com (englisch), gesehen am 17. August 2009.
5. ↑  Informationen zum Kocian Quartett auf concerts-prague.cz (englisch), gesehen am 17. August 2009.
6. ↑  Informationen (Memento des Originals vom 2. Juni 2008 im Internet Archive)  Info: Der Archivlink wurde automatisch eingesetzt und noch nicht geprüft. Bitte prüfe Original- und Archivlink gemäß Anleitung und entferne dann diesen Hinweis. zum Martinů Quartett auf oliverius.cz (englisch), gesehen am 17. August 2009.